# 第18屆威尼斯影展
第18屆威尼斯电影节從1957年8月25日至9月8日舉辦。

## 評審團
- 雷内·克萊爾（評審團主席）[2]
- 维托里奥·博尼切利
- 埃托雷·贾尼尼（英语：Ettore Giannini）
- 佩內洛普·休斯頓（英语：Penelope Houston (film critic)）
- 亞瑟·奈特（英语：Arthur Knight (film critic)）
- 米格爾·佩雷斯·費雷羅
- 伊万·培利耶夫

## 競賽電影
| 中文片名       | 原名片名                     | 導演              | 製作公司 |
| -------------- | ---------------------------- | ----------------- | -------- |
| 《沙漠大血戰》 | Bitter Victory               | 尼古拉斯·雷       | 美国     |
| 《大河之歌》   | Aparajito                    | 萨蒂亚吉特·雷伊   | 印度     |
| 《以眼还眼》   | Oeil pour oeil               | 安德烈·卡耶特     | 法國     |
| 《浪子回頭》   | A Hatful of Rain             | 弗雷德·金尼曼     | 美国     |
| 《蜘蛛巢城》   | Kumonosu-jō                  | 黑澤明            | 日本     |
| 《教师的奇迹》 | El maestro                   | 艾多·費布里茲     | 義大利   |
| 《马尔华》     | Malva                        | 弗拉基米爾·布勞恩 | 苏联     |
| 《飛越蘇聯》   | Le Notti Bianche             | 盧奇諾·維斯孔蒂   | 義大利   |
| 《毛毛喋血记》 | Something of Value           | 李察·布魯克斯     | 美国     |
| 《人海孤鸿》   | The Story of Esther Costello | 大衛·米勒         | 英国     |

## 獎項
- 金獅獎：
  - 萨蒂亚吉特·雷伊 《大河之歌（英语：Aparajito）》
- 銀獅獎：
  - 盧奇諾·維斯孔蒂 《飛越蘇聯》
- 沃爾庇杯：
  - 最佳男演員：安東尼·弗蘭西歐薩（英语：Anthony Franciosa） 《浪子回頭（英语：A Hatful of Rain）》
  - 最佳女演員：迪卓雅·瑞登伯格 《马尔华》

## 外部鏈接
- 官方网站
- IMDb1957年威尼斯影展獎項 （页面存档备份，存于）